# Meseta de Mongolia
La meseta de Mongolia, también conocida como altiplano de Mongolia es la parte de la Meseta de Asia Central que se extiende entre los 37°46′-53°08′N y los 87°40′-122°15′E, es una vasta meseta en el este de Asia Central que mide aproximadamente 2500 por 700 km y tiene una superficie de aproximadamente 3 200 000 km². Limita con las montañas Gran Khingan, al este, con las montañas Yin, al sur, con las montañas Altái, al oeste, y con los montes Sayanes y las montañas Khentii, al norte. La meseta incluye el desierto de Gobi así como regiones de estepa seca. 

## Geografía
Tiene una altitud de aproximadamente 1000 a 1500 metros, con el punto más bajo en Hulunbuir (China) y el más alto en Altái.
El punto más alto, el monte Munh-Khairkhan (4231 m) se encuentra en la cresta del Altái mongol. La cresta de Gobi Altái se extiende a lo largo de la parte occidental de la meseta.
Políticamente, la meseta está dividida entre Mongolia, China —regiones autónomas de Mongolia Interior y Xinjiang— y Rusia —Buriatia y sur del óblast de Irkutsk.

## Historia
La meseta fue habitada y conquistada por varios grupos, incluyendo (cronológicamente) a los Xiongnu, Xianbei, Göktürks, la dinastía Tang, la dinastía Liao, el Imperio mongol, la dinastía Yuan, Yuan del Norte y la dinastía Qing.
La meseta de Mongolia, situado en Asia Oriental y que abarca partes de la Mongolia actual, el norte de China y algunas regiones de Kazajistán y Rusia, tiene una historia rica y variada que ha influido significativamente en la región en general. A continuación, se presenta una descripción más detallada de la historia humana en esta área:

### Período Prehistórico
Primeros Asentamientos y Culturas
Eras Paleolítica y Neolítica: la evidencia sugiere que los humanos han vivido en la meseta de Mongolia durante decenas de miles de años. Los hallazgos arqueológicos, incluyendo pinturas rupestres y herramientas de piedra, indican que los primeros habitantes eran cazadores-recolectores.
Edad de bronce (aprox. 2000–800 a. C.): la meseta vio el surgimiento de las culturas de la Edad del Bronce, como los Xiongnu. Estas culturas practicaban la metalurgia y comenzaron a formar sociedades complejas.

### Período Antiguo
Imperio Xiongnu (aprox. siglo III a.C.–siglo I d.C.)
Orígenes y expansión: los Xiongnu eran una confederación de tribus nómadas que establecieron un imperio significativo en la meseta de Mongolia. Eran conocidos por su formidable caballería y su compleja organización social.
Conflictos con China: los Xiongnu chocaron frecuentemente con la Dinastía Han de China. Estos conflictos llevaron al establecimiento de la Gran Muralla China como una medida defensiva.
Imperios Túrquicos y Uigures (siglos VI–IX d.C.)
Jaganatos Túrquicos: tras la caída de los Xiongnu, surgieron tribus túrquicas que formaron estados poderosos. El Primer Jaganato Túrquico (552–603 d. C.) y luego el Segundo Jaganato Túrquico (683–744 d. C.) fueron influyentes en la región.
Jaganato Uigur: los uigures, otro grupo prominente, establecieron su propio jaganato en el siglo VIII. Contribuyeron al desarrollo cultural y político de la meseta.

### Período Medieval
Imperio Mongol (siglos XIII–XIV d.C.)
Gengis Kan: la meseta de Mongolia es más conocida por su asociación con Gengis Kan, quien unió las tribus mongolas a principios del siglo XIII. Bajo su liderazgo, el Imperio Mongol se expandió rápidamente, convirtiéndose en el imperio contiguo más grande de la historia.
Kublai Kan y la Dinastía Yuan: el nieto de Gengis Kan, Kublai Kan, fundó la Dinastía Yuan en China, que gobernó gran parte de Asia Oriental. La Dinastía Yuan marcó un período significativo de influencia mongola y de intercambio cultural entre Oriente y Occidente.
Era Post-Mongol
Dinastías Ming y Qing: después de la caída de la Dinastía Yuan, la Dinastía Ming (1368–1644) reafirmó el control chino sobre la región. Los Ming emplearon una combinación de estrategias militares y diplomáticas para gestionar las tribus mongolas.
Dinastía Qing (1644–1912): la Dinastía Qing extendió su control sobre Mongolia en el siglo XVII, incorporando la región a su imperio y estableciéndola como un área autónoma bajo la soberanía Qing.

### Período Moderno
Siglo XX hasta el Presente
Independencia de Mongolia: A principios del siglo XX, Mongolia declaró su independencia de China en 1921, tras la caída de la Dinastía Qing y un período de agitación política.
República Popular de Mongolia: Mongolia se convirtió en un estado satélite soviético, alineándose con la Unión Soviética. Permaneció como un estado comunista hasta el final de la Guerra Fría.
Transición a la Democracia: En 1990, Mongolia transitó hacia un sistema democrático y una economía de mercado. Desde entonces, ha estado desarrollando sus sistemas políticos y económicos mientras navega su relación con países vecinos como China y Rusia.
A lo largo de su historia, el Plateau Mongol ha sido un cruce de culturas y un sitio de eventos políticos y militares significativos. Su ubicación estratégica y sus tradiciones nómadas lo han convertido en un área clave en la historia de Asia Central y Oriental.

## Rol de la meseta de Mongolia en el desarrollo del Imperio de Genghis Khan
La meseta de Mongolia jugó un papel crucial en el surgimiento y expansión del imperio de Genghis Khan, moldeando tanto su crecimiento como sus estrategias. Las características de la meseta que contribuyeron al éxito de Genghis Khan y del Imperio Mongol son:

### Ventaja geográfica y estratégica
Terreno Extenso y Abierto: la meseta de Mongolia se caracteriza por sus vastas llanuras abiertas. Este extenso paisaje llano era ideal para el estilo de vida y las tácticas militares tradicionales de los mongoles. El terreno abierto permitía un movimiento rápido de tropas y facilitaba la notable velocidad en la guerra de los mongoles, haciendo difícil para los enemigos predecir sus movimientos o defenderse eficazmente.
Barreras naturales: la meseta está rodeada por barreras naturales, incluyendo las montañas Altái al oeste, el desierto de Gobi al sur y la taiga siberiana al norte. Estas barreras proporcionaban una forma de defensa natural, ayudando a proteger la patria mongola de invasiones y permitiendo a Genghis Khan concentrarse en la expansión en lugar de defenderse contra incursiones.

### Clima y Recursos
Adaptabilidad Climática: el clima riguroso de la meseta, con sus variaciones extremas de temperatura y tierras agrícolas limitadas, obligó a los mongoles a desarrollar un estilo de vida pastoral altamente móvil. Esta adaptabilidad los hizo resilientes en diversos entornos y les dio la capacidad de mantener largas campañas lejos de casa.
Ganado y movilidad: Las extensas praderas de la meseta eran ideales para el pastoreo de caballos, que eran centrales en las tácticas militares mongolas. Los mongoles dependían de sus caballos para el transporte, la comunicación y el combate, y su capacidad para mantener grandes manadas en la meseta apoyó sus necesidades militares y movilidad.

### Estructura sociopolítica
Unidad y Organización Tribal: el entorno hostil de la meseta fomentó un fuerte sentido de unidad y organización tribal entre los mongoles. Genghis Khan pudo aprovechar estas estructuras tribales, uniendo las diversas tribus mongolas bajo su mando y creando una fuerza militar más cohesionada y efectiva.
Liderazgo y estrategia: las condiciones de la meseta requirieron que los líderes mongoles fueran adaptables e innovadores. La brillantez estratégica de Genghis Khan se formó en parte a partir de la necesidad de sobrevivir y prosperar en un entorno tan desafiante. Su capacidad para movilizar y coordinar sus fuerzas de manera efectiva fue un resultado directo de las experiencias prácticas ganadas en la meseta.

### Comunicación y logística
Comunicación a Larga Distancia: la meseta facilitó el uso de un sistema de relevos sofisticado para la comunicación y la inteligencia. Los mensajeros mongoles, conocidos como Yam, utilizaban una red de estaciones de relevo para transmitir información rápidamente a través de vastas distancias. Este sistema fue crucial para coordinar las campañas militares y gestionar el imperio.
Apoyo logístico: el profundo conocimiento de los mongoles sobre la geografía de la meseta les permitió planificar y ejecutar campañas con precisión logística. Entendían la ubicación de fuentes de agua, pastizales y otros recursos críticos, lo que era esencial para mantener a sus grandes ejércitos durante campañas prolongadas.

### Impacto cultural y psicológico
Identidad cultural: el entorno único de la meseta contribuyó al desarrollo de una cultura e identidad mongola distinta. Esta cohesión cultural fue importante para mantener la moral y la unidad entre las fuerzas mongolas.
Guerra psicológica: el éxito de los mongoles en adaptarse a las duras condiciones de la meseta aumentó su reputación como guerreros formidables e implacables. Su capacidad para sobrevivir y prosperar en un entorno tan desafiante añadió al impacto psicológico en sus enemigos, quienes a menudo se sentían abrumados por la resiliencia y efectividad de los mongoles.

## Climatología
El clima continental seco de la meseta de Mongolia tiene como característica unas escasas precipitaciones, unos 200 mm/año. La temperatura varía mucho. En Ulán Bator, por ejemplo, la temperatura promedio de enero es de −26 °C, y en julio es de +17 °C.
Los ríos Selenga y Kerulen fluyen a lo largo de la meseta. Más de 220 lagos salados se encuentran solo en la parte china de la meseta.

## Entorno cambiante
Muchos lagos de la meseta mongola, como el Qagaan Nurr y el lago XinKai, se han reducido en dos tercios de su superficie. Algunos se han secado por completo; el Lago Huangqihai y el Naiman Xihu se secaron por completo entre 1980 y 2010. Mientras que unos pocos lagos, como el Lago Juyan Oriental y el Had Paozi han crecido, en promedio la superficie total de los lagos se ha reducido en un 30%.

## Población y economía
Las partes septentrionales de la meseta están habitadas predominantemente por mongoles, y en el extremo occidental por kazajos. La población de Mongolia Interior está formada por 4/5 de chinos (han). Las tierras de la meseta están relativamente poco desarrolladas económicamente.
La meseta es una estepa seca, cubierta de hierba corta; se desarrolla el pastoreo nómada (ovejas, cabras, vacas, caballos y camellos). La agricultura está limitada por las condiciones climáticas; se cultiva trigo, avena y otros cereales y verduras. En las zonas de regadío de Mongolia Interior se cultivan la remolacha azucarera y las semillas oleaginosas. El carbón (Sain Shan) se extrae en la parte mongola de la meseta, y el carbón y el mineral de hierro (Baotou) en la parte china. También hay cobre, molibdeno, fluorita, uranio, oro, plata y otros minerales.
Terminado en 1955 el Ferrocarril Transmongoliano conecta Ulán Bator, situado en el norte de la meseta, con la ciudad rusa Ulan-Ude (República de Buriatia) y la china Eren-Hoto, al noroeste de Pekín.
Aunque varias carreteras atraviesan la región, la meseta sigue siendo una zona relativamente aislada y económicamente subdesarrollada.

## Minería
La meseta de Mongolia tiene una de los mayores volúmenes de recursos minerales del mundo. Estos incluyen: cobre, oro, plata, diamantes, mineral de hierro, feldespato, carbón, silicato, molibdeno, dolomita, fosforita, estaño, zinc, tungsteno, uranio, metales de tierras raras, petróleo.   Al sur de Gobi se encuentra probablemente el depósito de concentrado de cobre más grande del mundo, y hay muchos otros depósitos sin explotar. Tanto en Mongolia Exterior como en Mongolia Interior, solo un tercio del área total ha sido estudiado geológicamente (a partir de 2017). Actualmente se han encontrado unos 80 minerales en 6.000 yacimientos. La industria minera representa el 89% de las exportaciones de Mongolia y más del 20% del producto interior bruto del país.

### Extracción de carbón

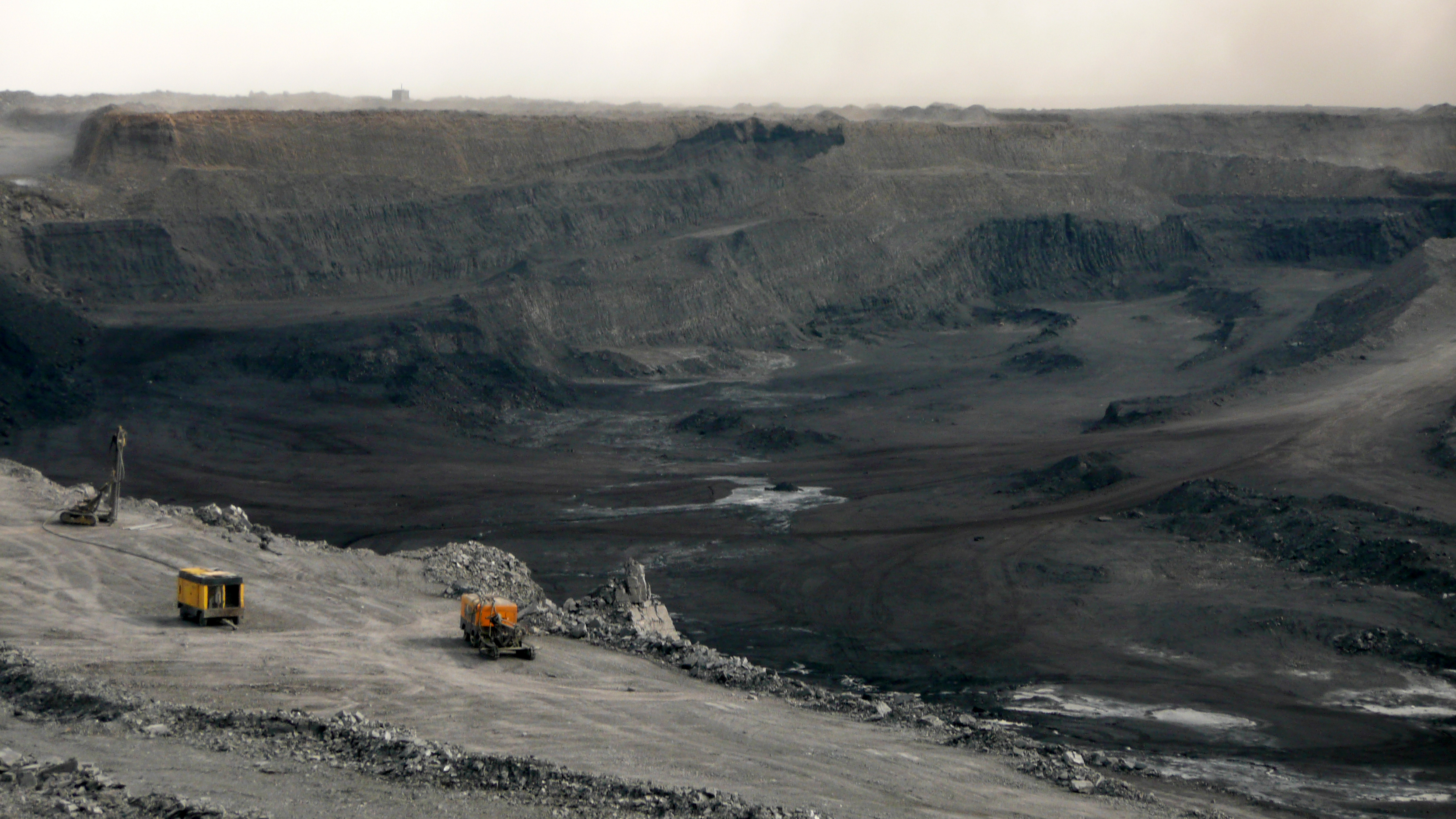
Mina de carbón de Tavan Tolgoi en la provincia de Ömnögovi.

Mongolia alberga el 0,2% de las reservas de carbón conocidas del mundo, con una estimación de 162.000 millones de toneladas en 2011 y 17 minas de carbón en funcionamiento. Mongolia exportó el 73% de los 25 millones de toneladas de carbón producidas en 2010, convirtiéndolo en el mayor producto de exportación del país (anteriormente había sido el cobre).  El mayor cliente del carbón fue China, con más del 82% de todo el carbón exportado. Se espera que Tavan Tolgoi, el mayor yacimiento de carbón de Mongolia, que cuenta con depósitos de carbón de alta calidad, produzca seis mil millones de toneladas de carbón. Aunque el mayor cliente de este carbón es China (el comercio de Mongolia con China ronda el 85%), es probable que Rusia también sea ofertante de este carbón una vez que se complete el enlace ferroviario de 1.000 kilómetros (621 millas) con el país; también es probable que Japón, Corea y Taiwán sean beneficiarios de este carbón a través del ferrocarril transiberiano.